# Qadria setosa
Qadria setosa är en insektsart som först beskrevs av M. Firoz Ahmed 1970.  Qadria setosa ingår i släktet Qadria och familjen dvärgstritar. Inga underarter finns listade i Catalogue of Life.